# ギュスターヴ・ドレ
ポール・ギュスターヴ・ドレ（Paul Gustave Doré, 1832年1月6日 - 1883年1月23日）は、フランスのイラストレーター、画家（版画家、挿絵画家、彫刻家）。

## 生涯
アルザス地方、ストラスブールのニュエ・ブルー
（青い雲）通りに生まれる。
1843年に、理工科学校の卒業生であったギュスターヴの父ジャン＝フィリップ・ドレはアン県の土木局の技師長に任用され、ドレ家はブール＝カン＝ブレスに居を定めた。早熟な子供であったギュスターヴは中学校の優秀な生徒であったが、彼の周りのブレス地方の人々に着想を得た風刺画や素描でも注目を集めた。12歳の時、地域の印刷屋がヘラクレスの12の功業を描いたドレの最初のリトグラフ集を出版した。このリトグラフ集が目に留まり、パリの出版者シャルル・フィリポンがドレにパリ住まいを勧めた。1847年から、シャルルマーニュ高校で授業を受けると共に、フィリポンの『Journal pour rire』（嗤う新聞）のために風刺画を描くようになった。すぐに著名人たちと知り合い、1848年には官展に2枚のペン画を出展したが、1849年に父が逝去した後も母と同居を続けた。
1851年より、油絵を展示する傍らで、宗教的な主題の彫刻も制作し、『Journal pour tous』（みんなの新聞）を含む数多くの新聞雑誌に寄稿し、15歳の時から画家として活躍した。
1853年にはジョージ・ゴードン・バイロンの挿絵を手がける。
1854年には、出版者ジョセフ・ブリーがドレの挿絵によるフランソワ・ラブレー全集を出版した。また、イギリス版の聖書やエドガー・アラン・ポーの『大鴉』も手がけ、バルザック、フランソワ・ラブレー、ミルトン、セルバンテスの挿絵も手がけた。
名声はますます高まり、エネルギッシュな独学の人であったドレは1852-1853年の間にフランスで刊行された120冊以上の書籍のみならず、イギリス・ドイツ・ロシアの書籍にも挿絵を描いた。クリミア戦争の際には著者兼イラストレーターとして、フランスとイギリスが戦端を開いたロシアを攻撃・風刺した『神聖ロシア帝国の歴史』を著した。この本はバンド・デシネの原型となる画集で、テクストとイラストレーションの間のずれを巧みに利用し、見事な視覚的機転を展開した。
ドレは社交界でも活躍し、大きな絵画を制作し絵画活動を拡大させた。1861-1868年の間に製作したダンテの『神曲』を題材とした連作の中でも『
地獄第9圏のダンテとウェルギリウス（ウェルギリウス）』（1861年、311x428cm、ブルー美術館蔵）や、『謎』（オルセー美術館蔵）、幅6メートル・高さ9メートルの『法廷から退場するキリスト』（1867-1872年）などがある。キリストの絵は1998年から2003年にかけてストラスブール現代美術館で修復され、ドレのための特別室に展示されている。

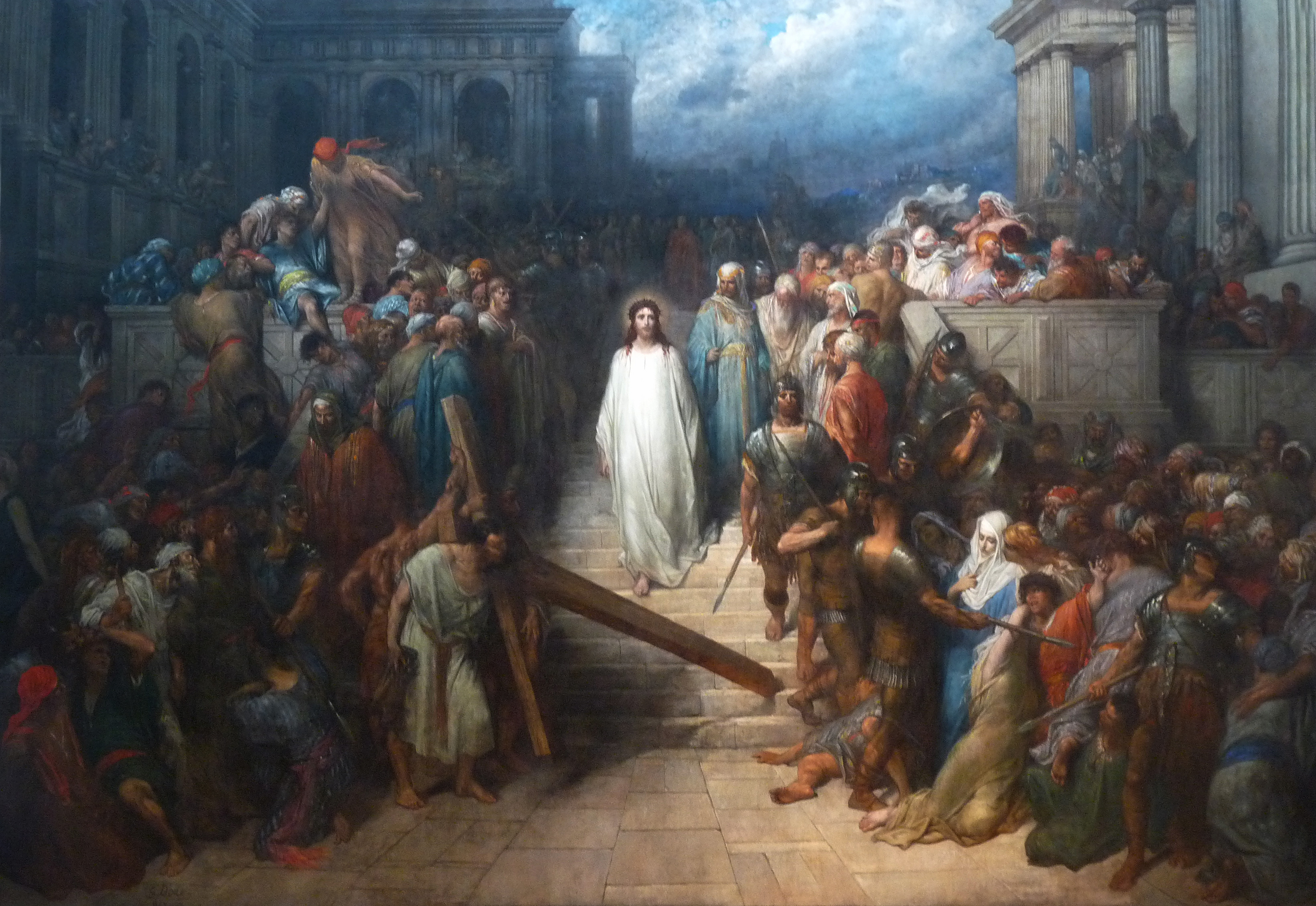
『法廷から退場するキリスト』(1872)、ストラスブール現代美術館蔵

同時期に､（幻想画や攻撃的な肖像画を含む）ありとあらゆるジャンルの素描やイラストレーションを量産し、
ドレの名声は全ヨーロッパ規模に拡大した。1865年に出版された彼の挿絵入り聖書は大好評で、1869年にロンドンに開いたドレ画廊は大成功を収めた。同年から4年に渡って、記者とともにロンドン市内のスラム街やアヘン窟などにも出向いて180点の版画を描いた『London: A Pilgrimage』を出版した。

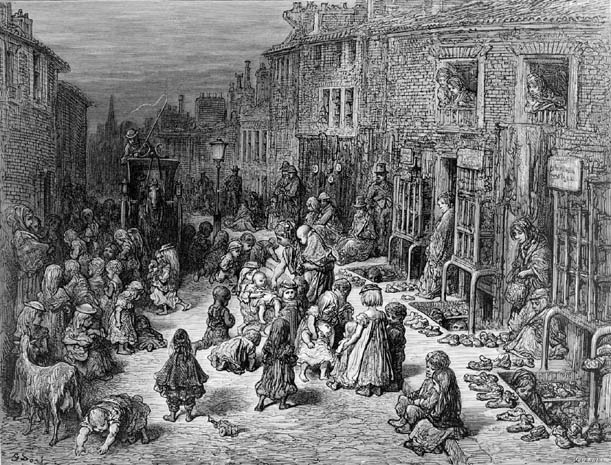
ロンドンの貧民街セブンダイアルズ。1872年。大英図書館

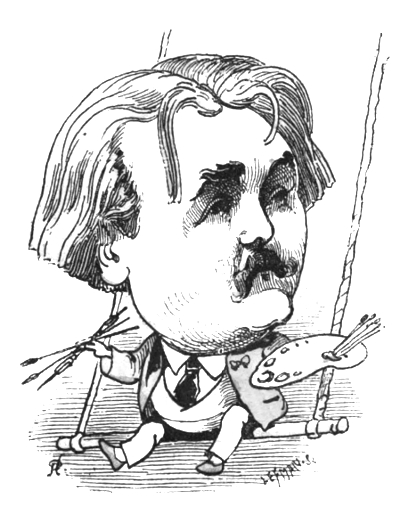
ジョルジュ・ラフォス作品『トロンビノスコープ』（似顔絵つき名士録）に載ったギュスターヴ・ドレの似顔絵（1875年）

数多のイラストレーターたちに強い影響を与えることになる1万以上もの作品を残し、1883年にパリの聖ドミニク通りにて、51歳で心筋梗塞で没し、ペール・ラシェーズ墓地に埋葬された。
1931年に、アンリ・ルブランがイラストレーション9850枚、音楽作品68曲、ポスター5枚、オリジナルのリトグラフ51枚、淡彩画54枚、素描526枚、水彩画283枚、油絵133枚、彫刻45体の計11015作品からなるドレの解題付き類別目録を出版した。ブール＝カン＝ブレスにあるブルー美術館はドレの油絵、素描、彫刻など136作品を所蔵している。日本の国立西洋美術館収蔵『ラ・シエスタ スペインの思い出』は国立西洋美術館に常設展示されている。

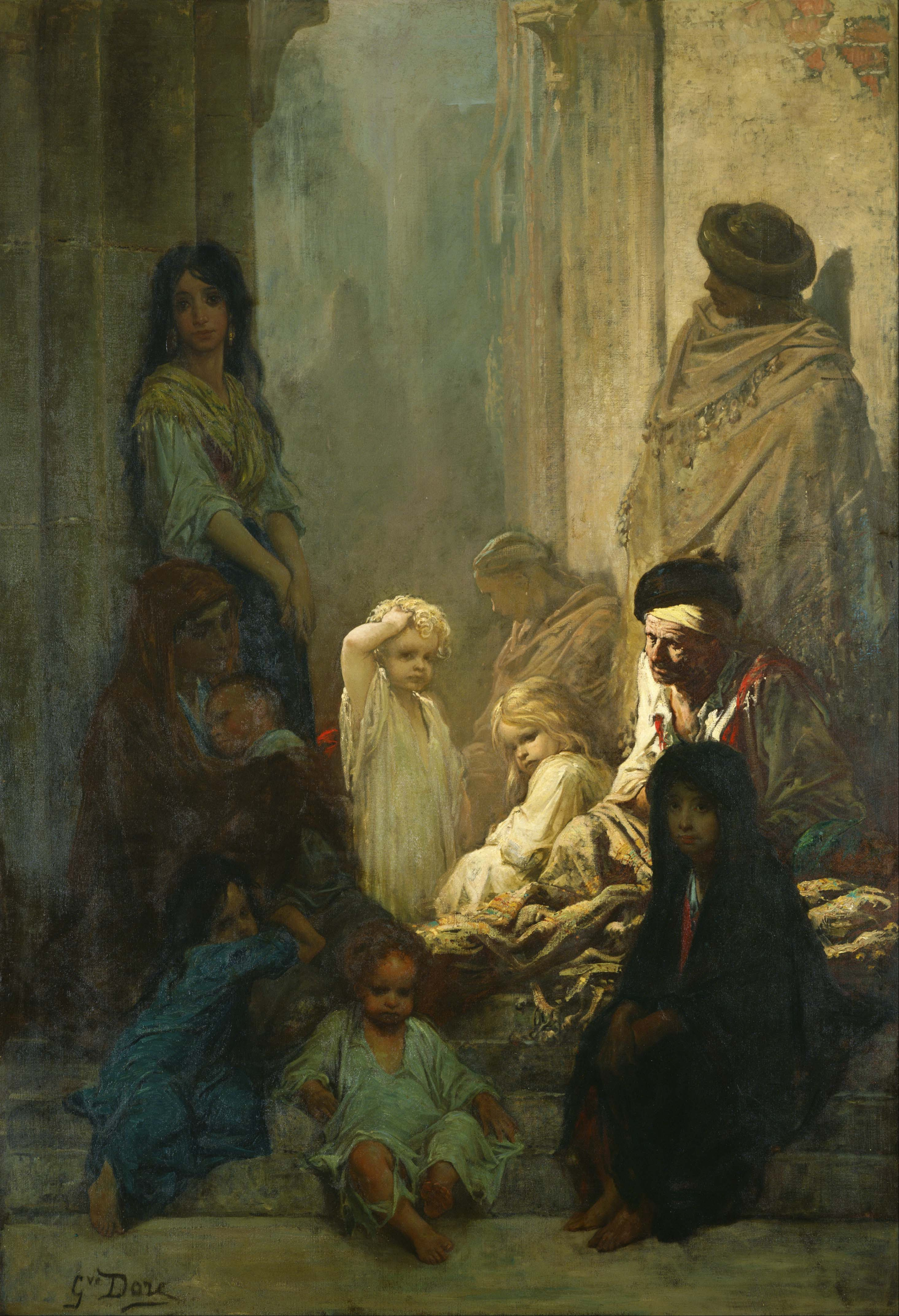
国立西洋美術館所蔵『ラ・シエスタ スペインの思い出』

歌手ジュリアン・ドレの曾曾大伯父に当たる。

## イラストレーション・ギャラリー

### マ・メール・ロワ
シャルル・ペローの寓話集『マ・メール・ロワ』(1697)より。1867年出版。

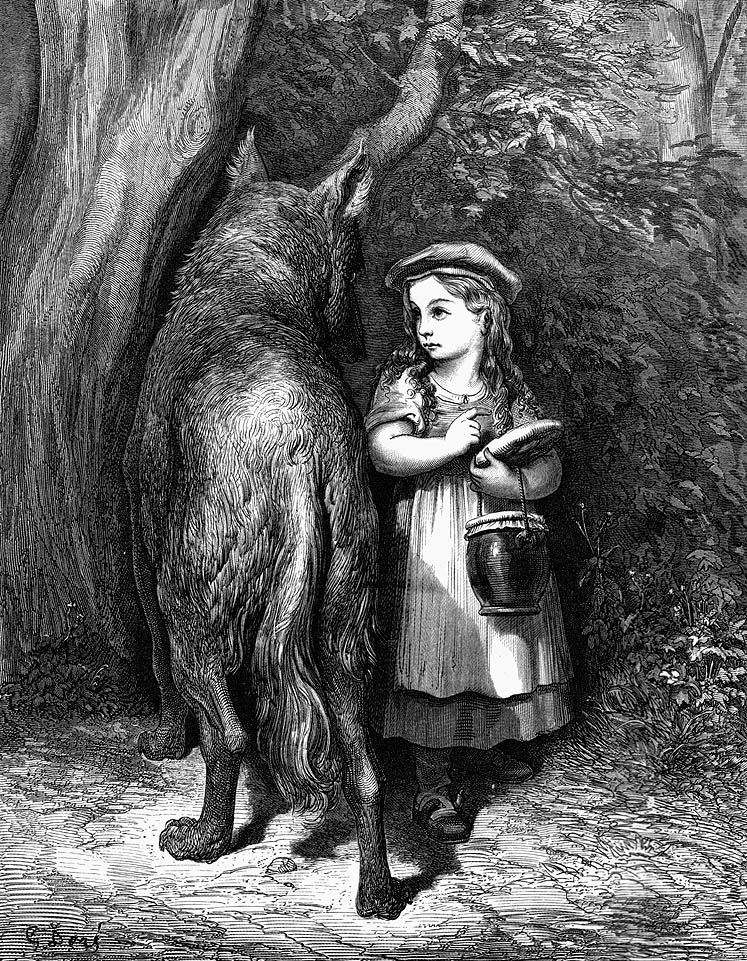
赤ずきん
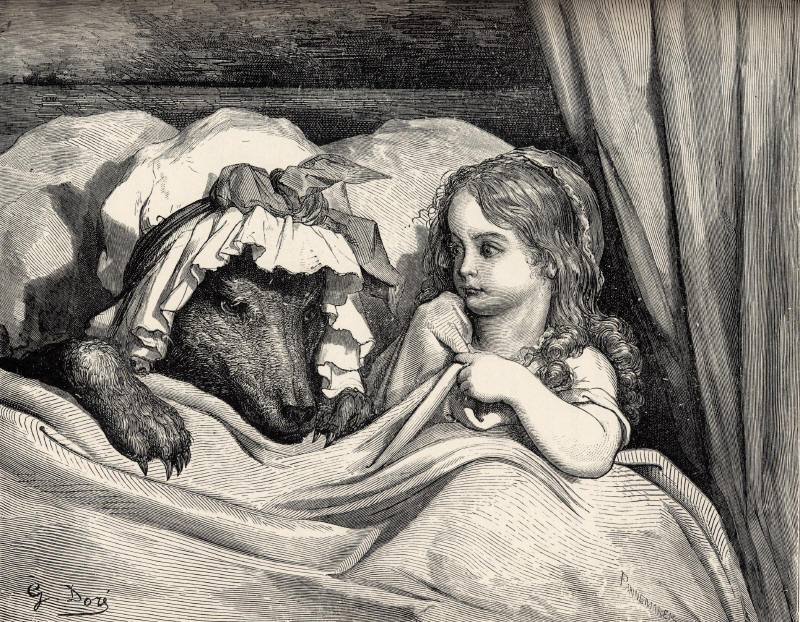
狼と赤ずきん
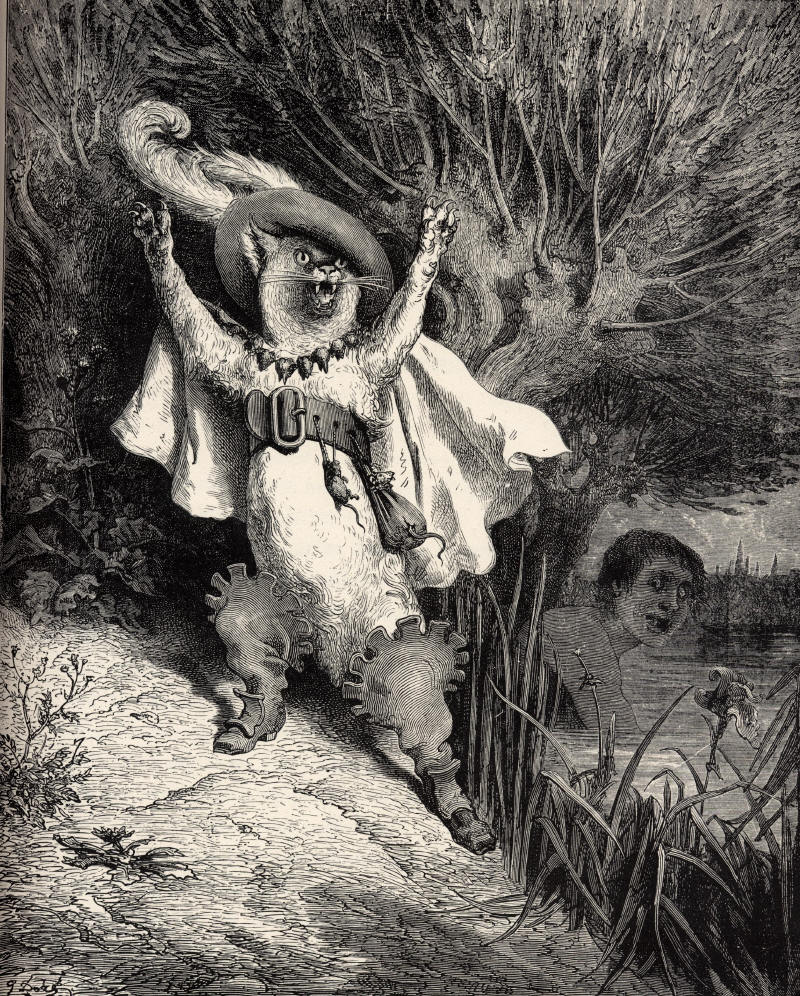
長靴をはいた猫
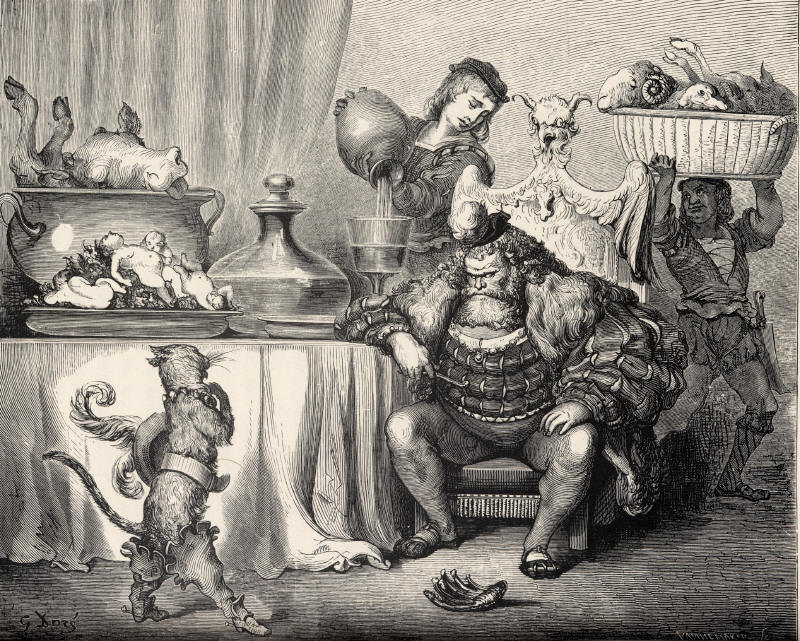
長靴をはいた猫
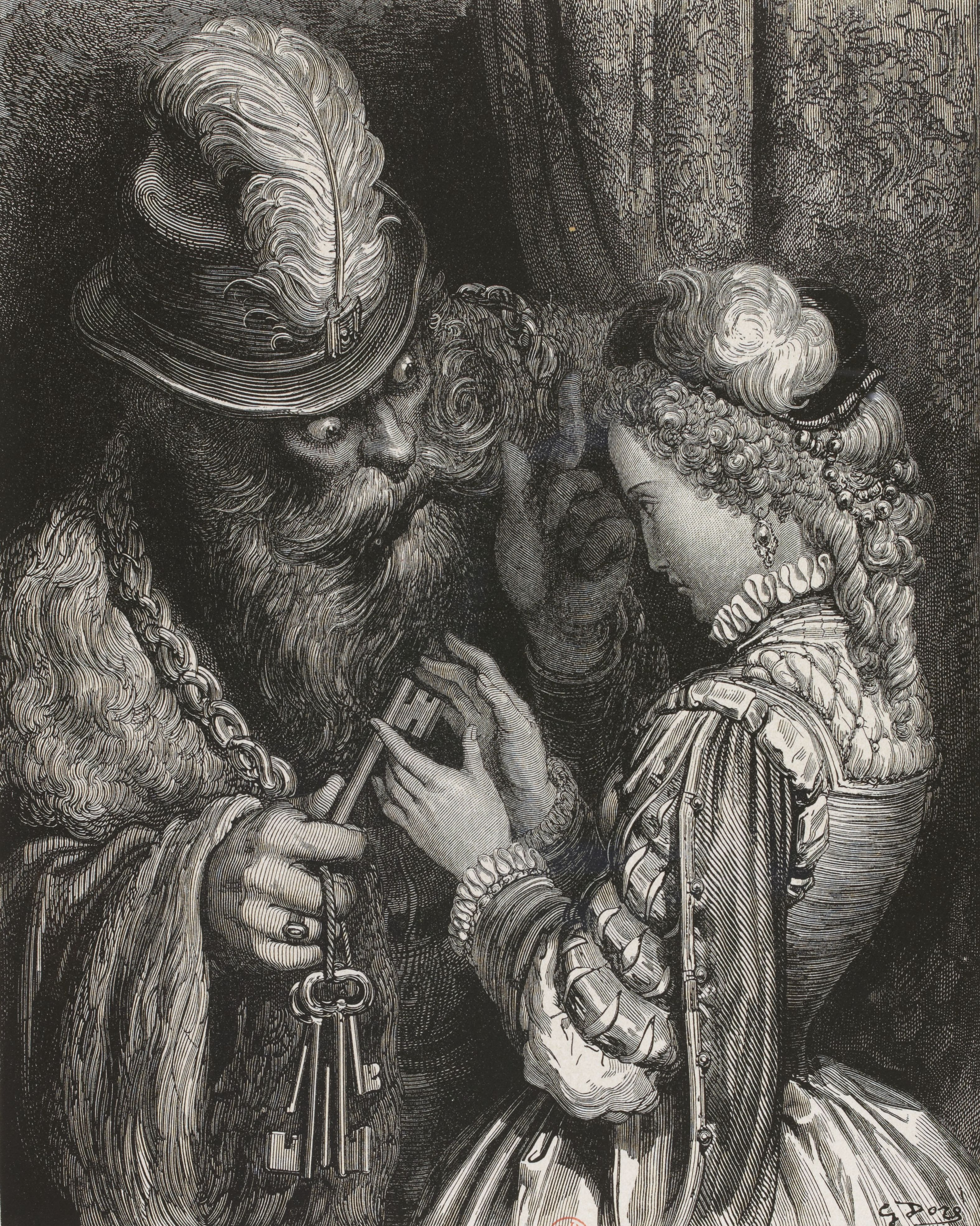
魔法の鍵を渡す青ひげ
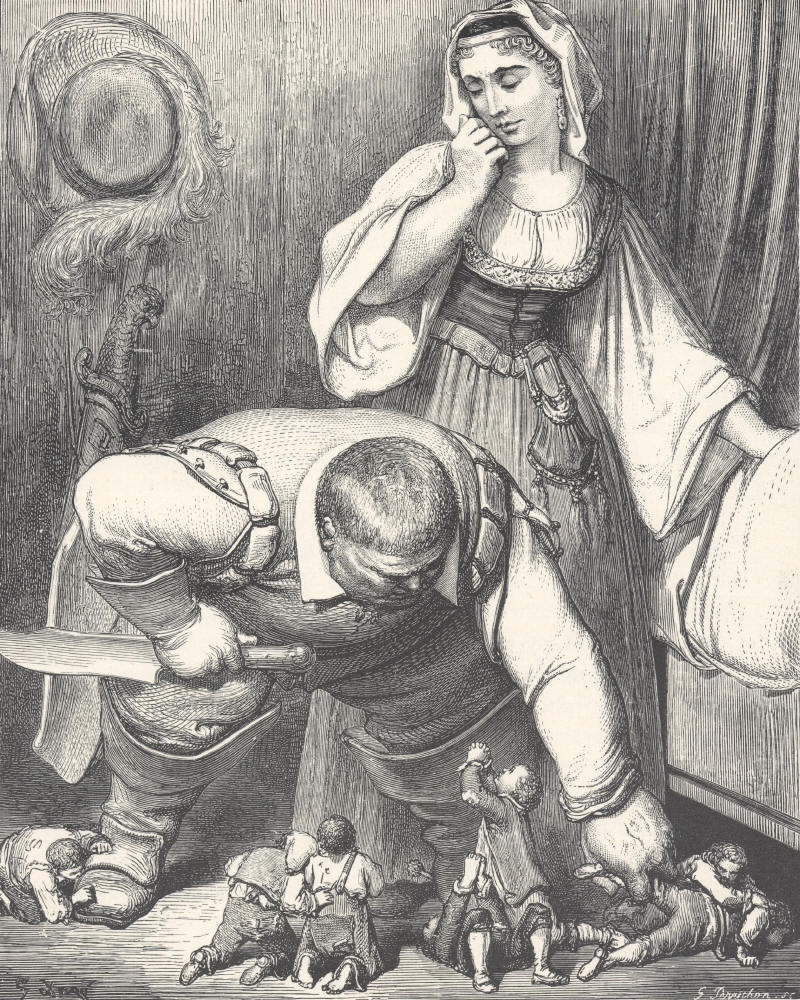
親指太郎（親指小僧）（英語版）
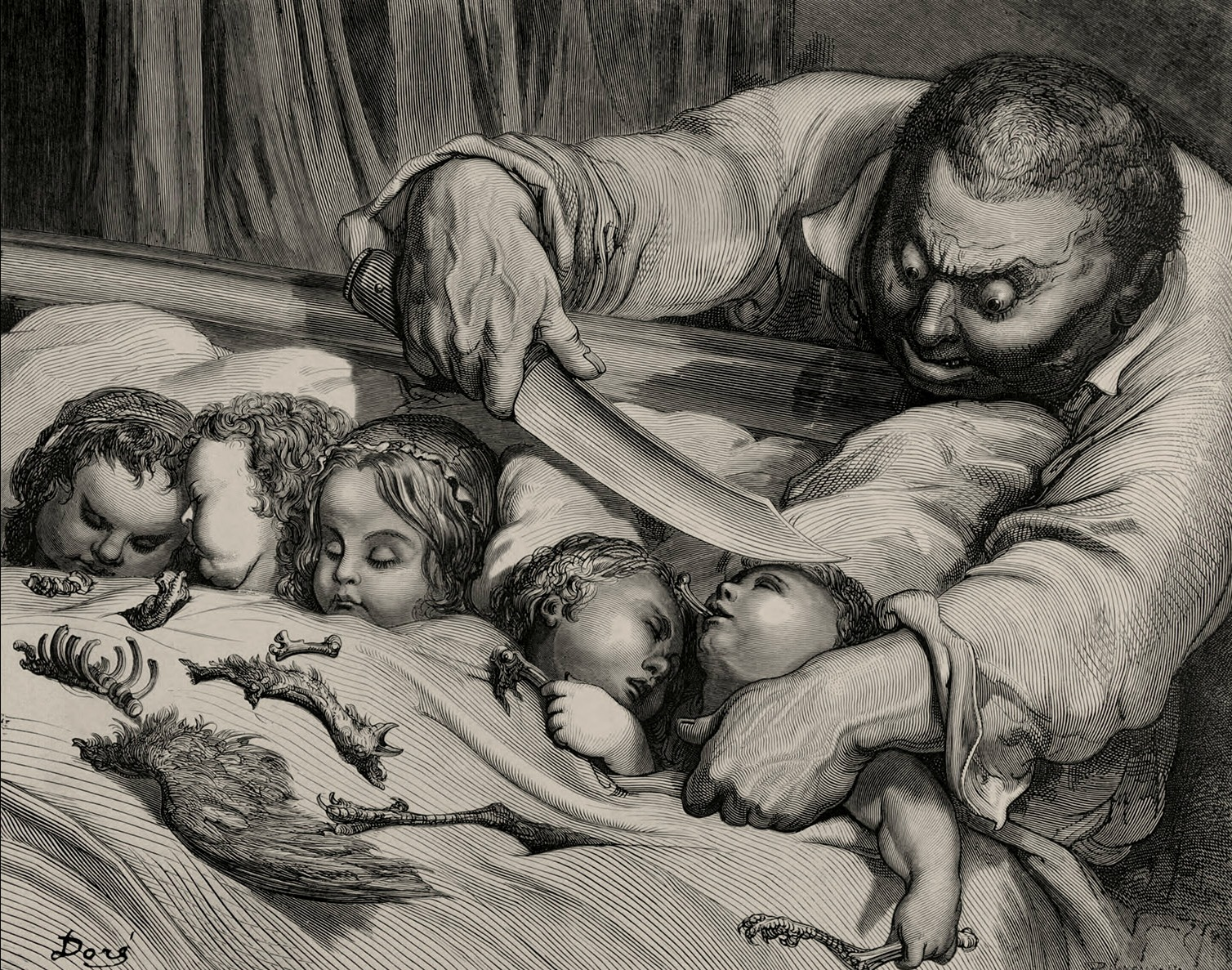
オーガ
七里靴
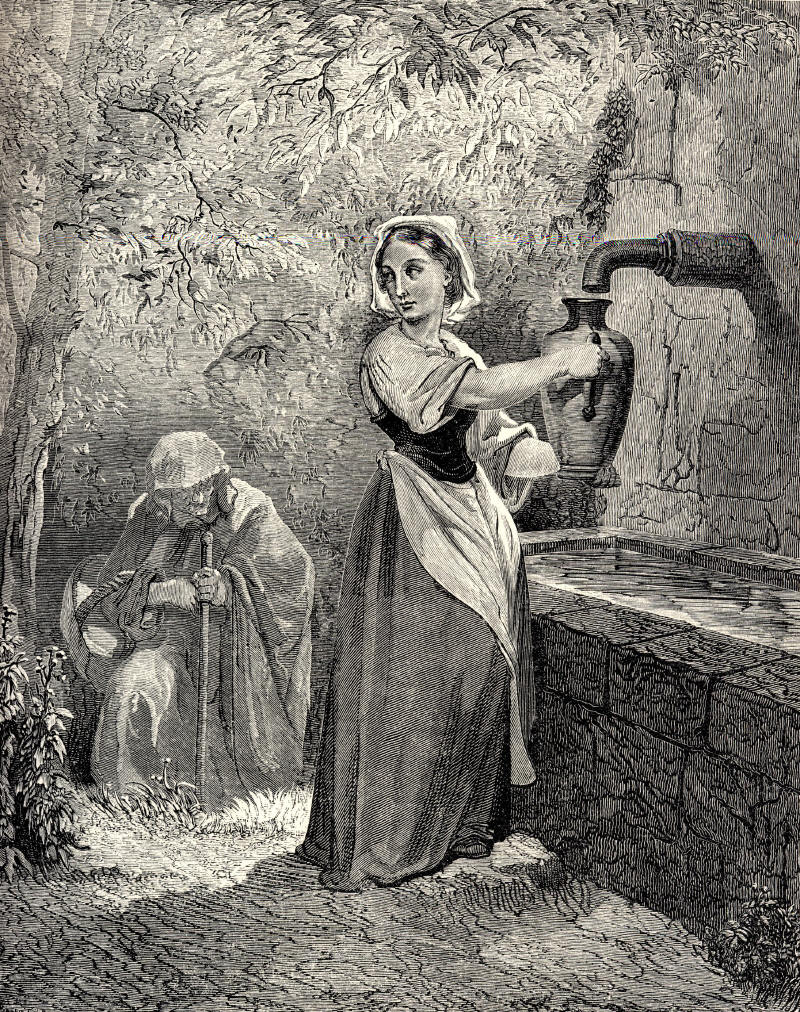
妖精の園
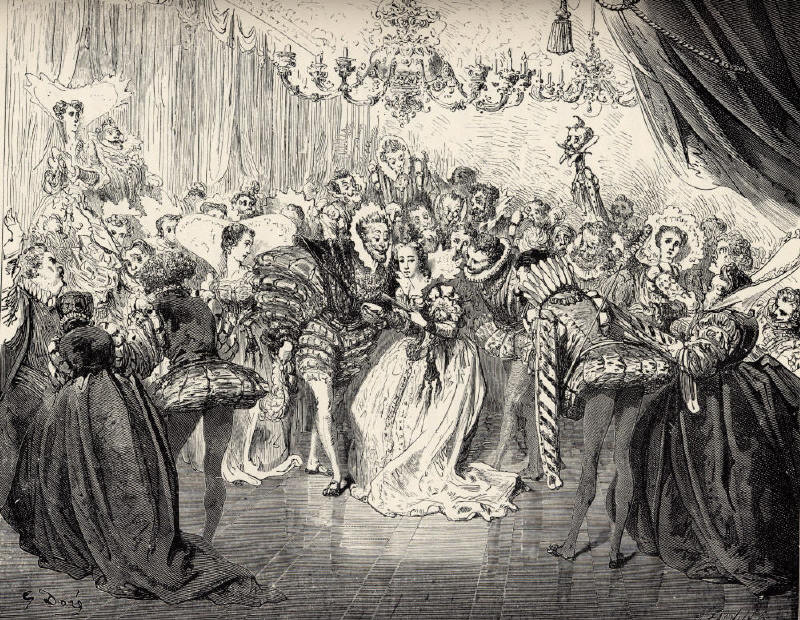
シンデレラ
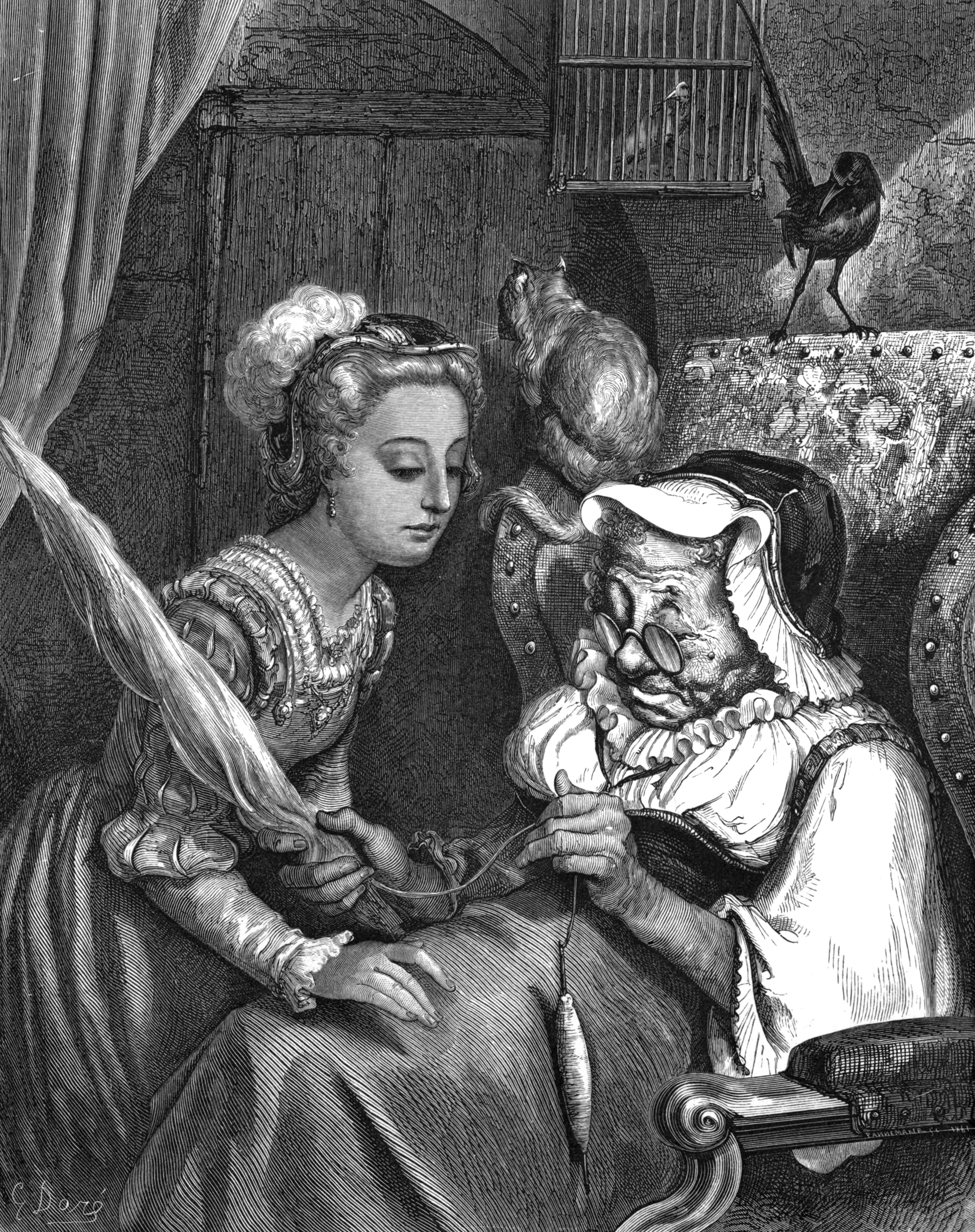
眠れる森の美女
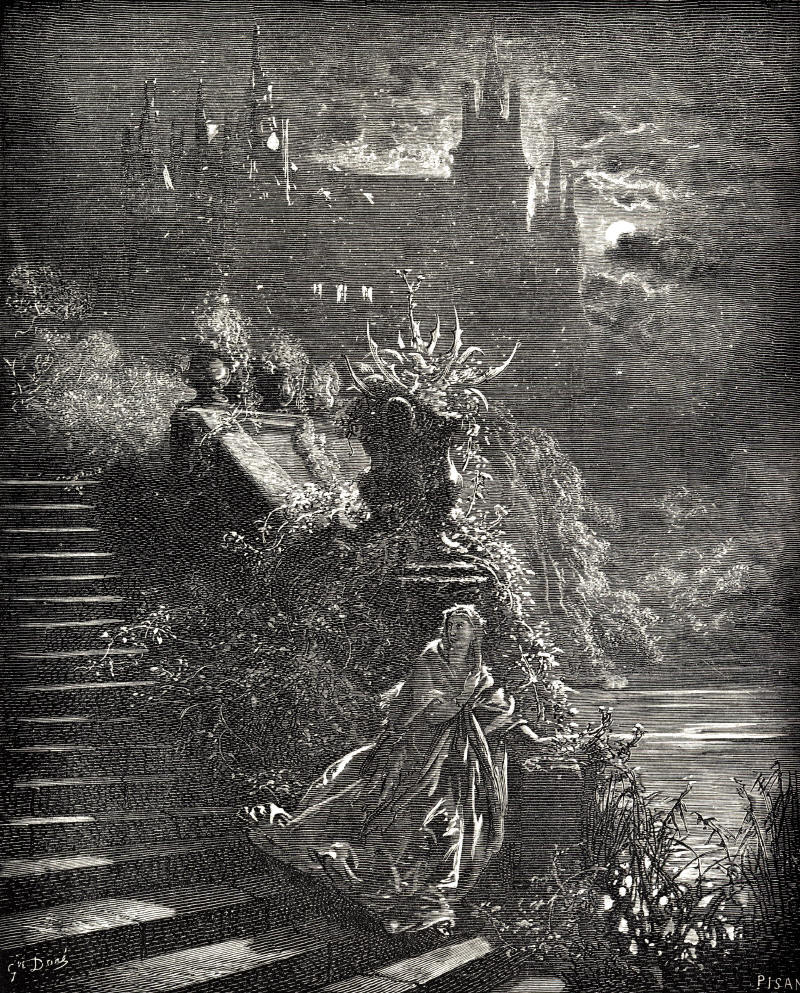
ロバの皮

### その他

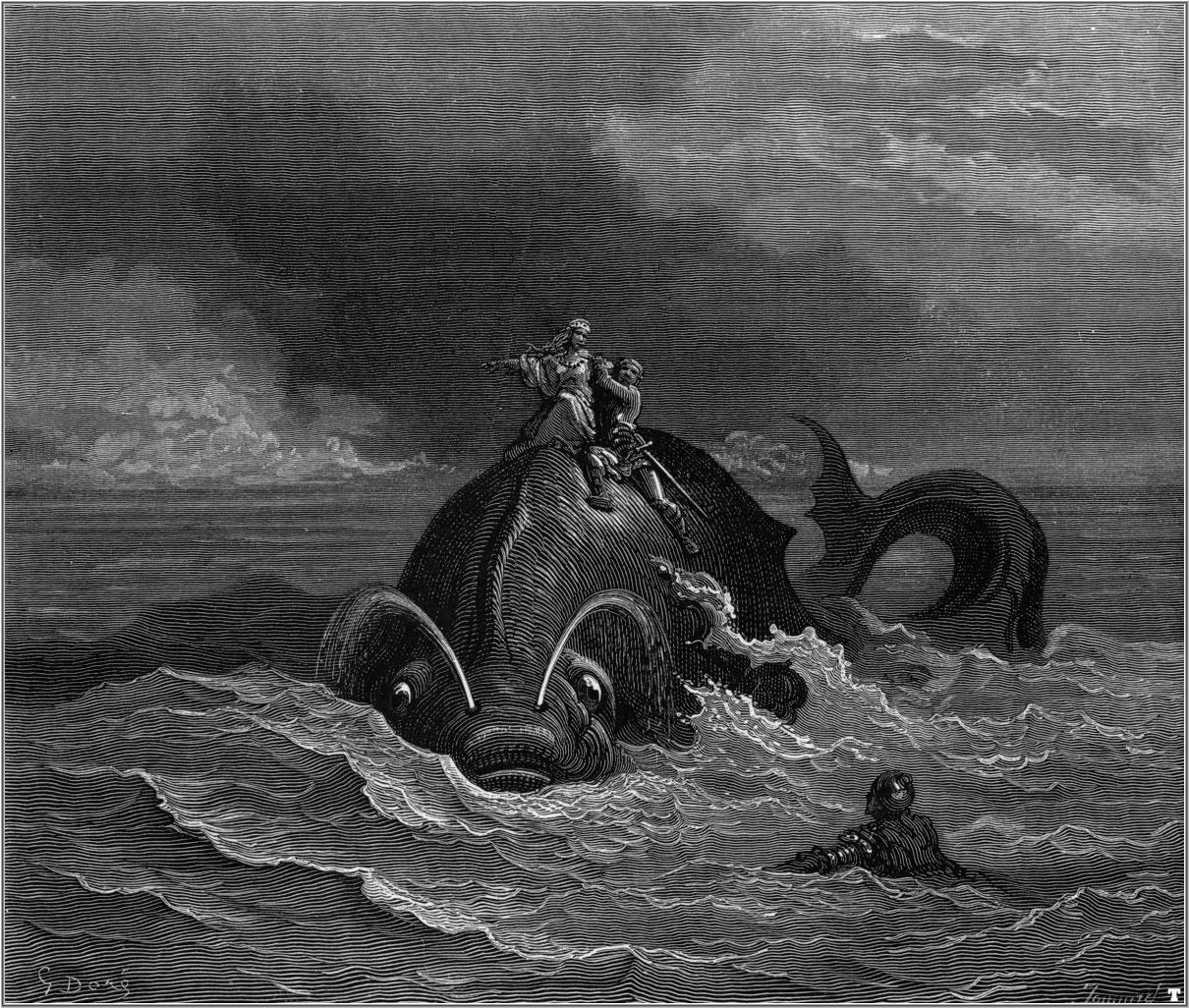
『怒れるオルランド』
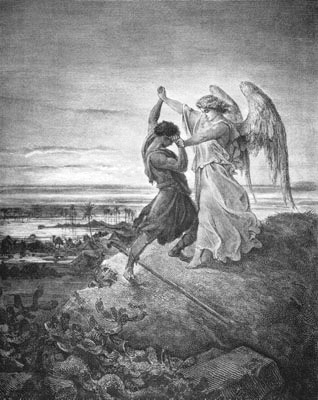
『天使と格闘するヤコブ』 - 1855
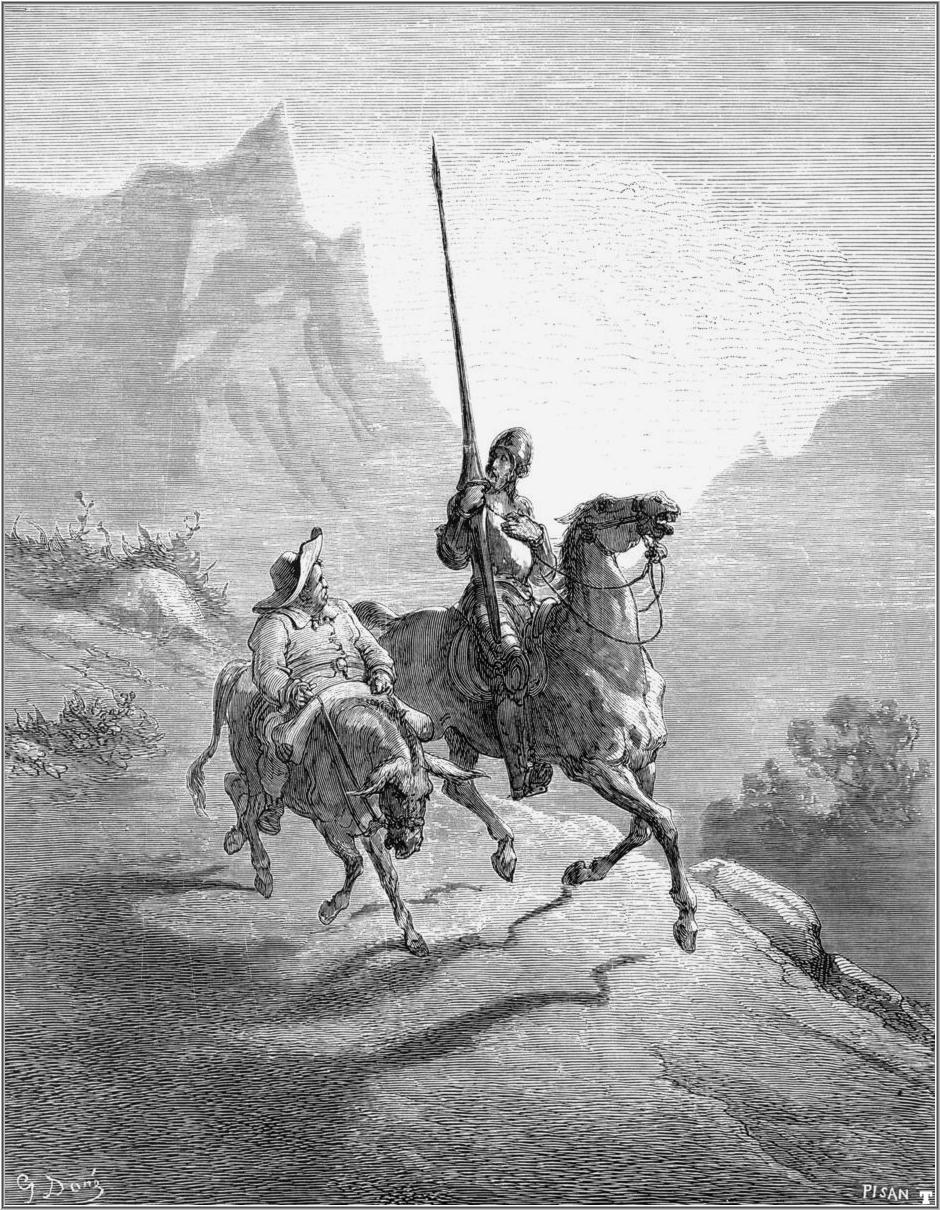
『ドン・キホーテ』
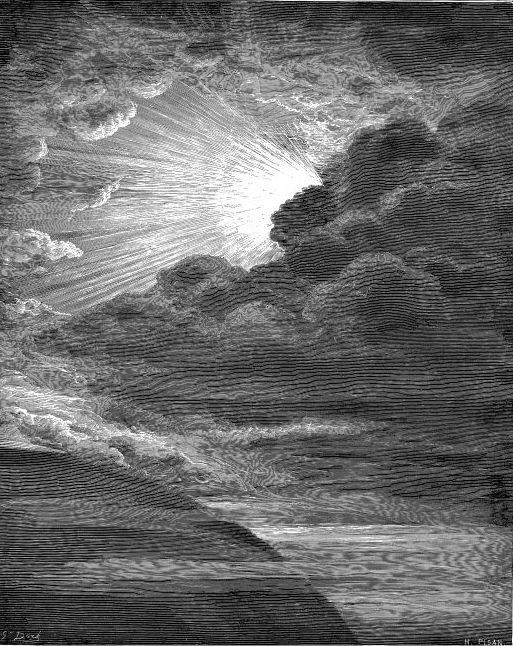
「光の創造」（聖書）
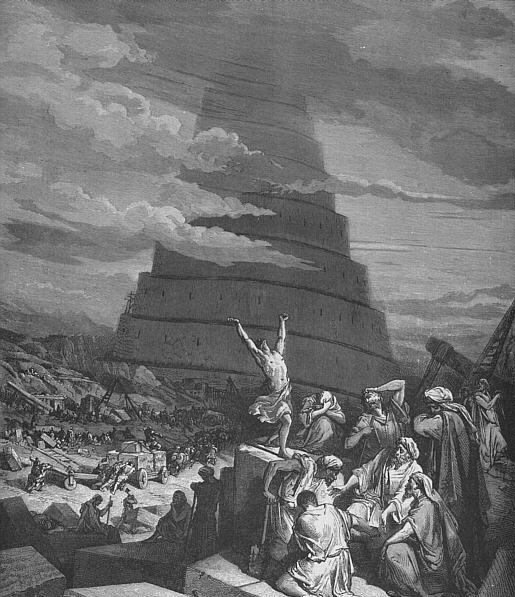
バベルの塔（聖書）
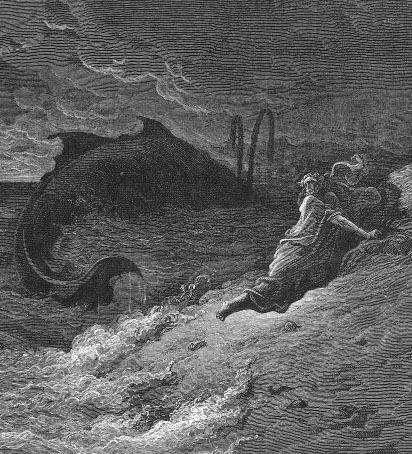
ヨナと鯨（聖書）
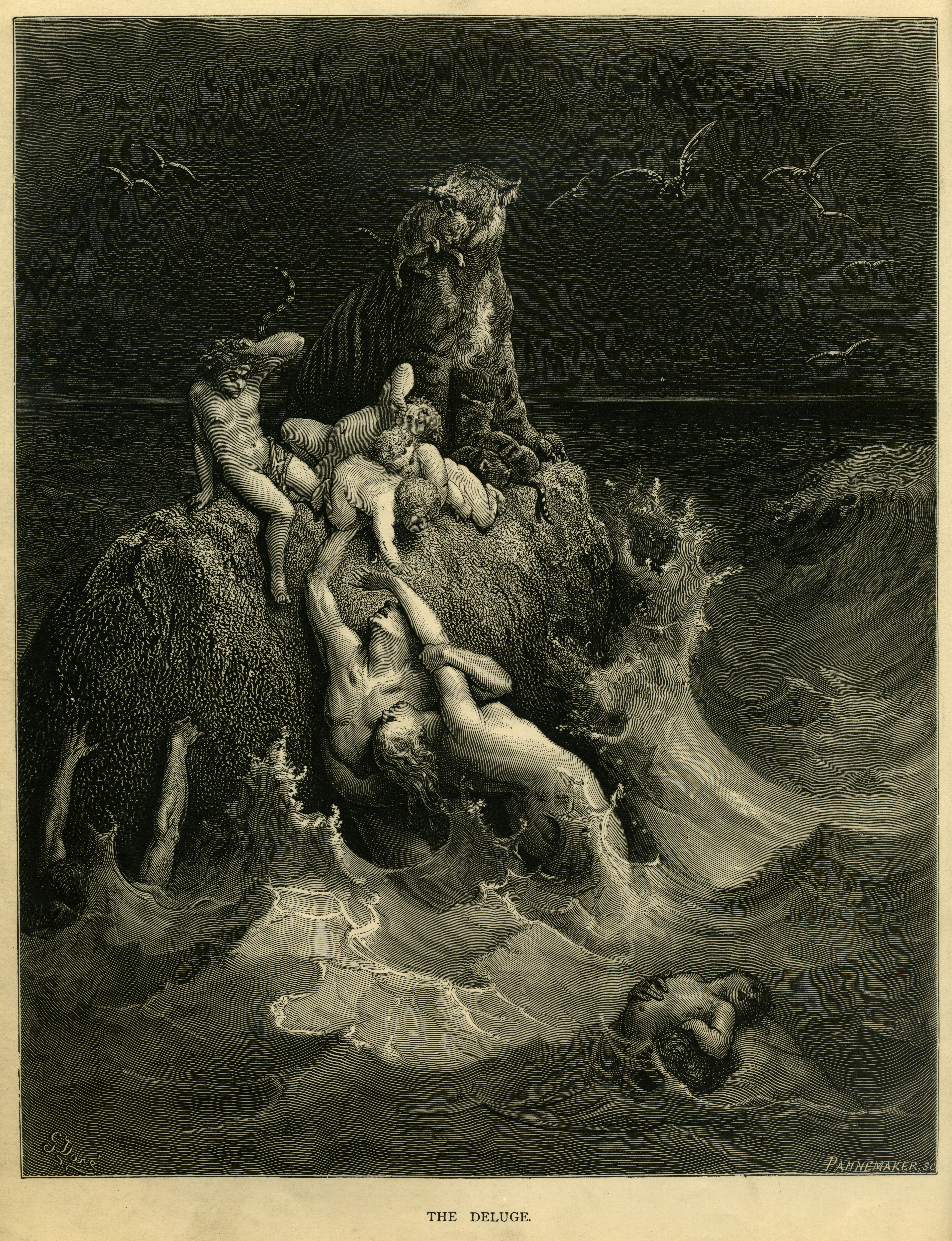
大洪水（聖書）
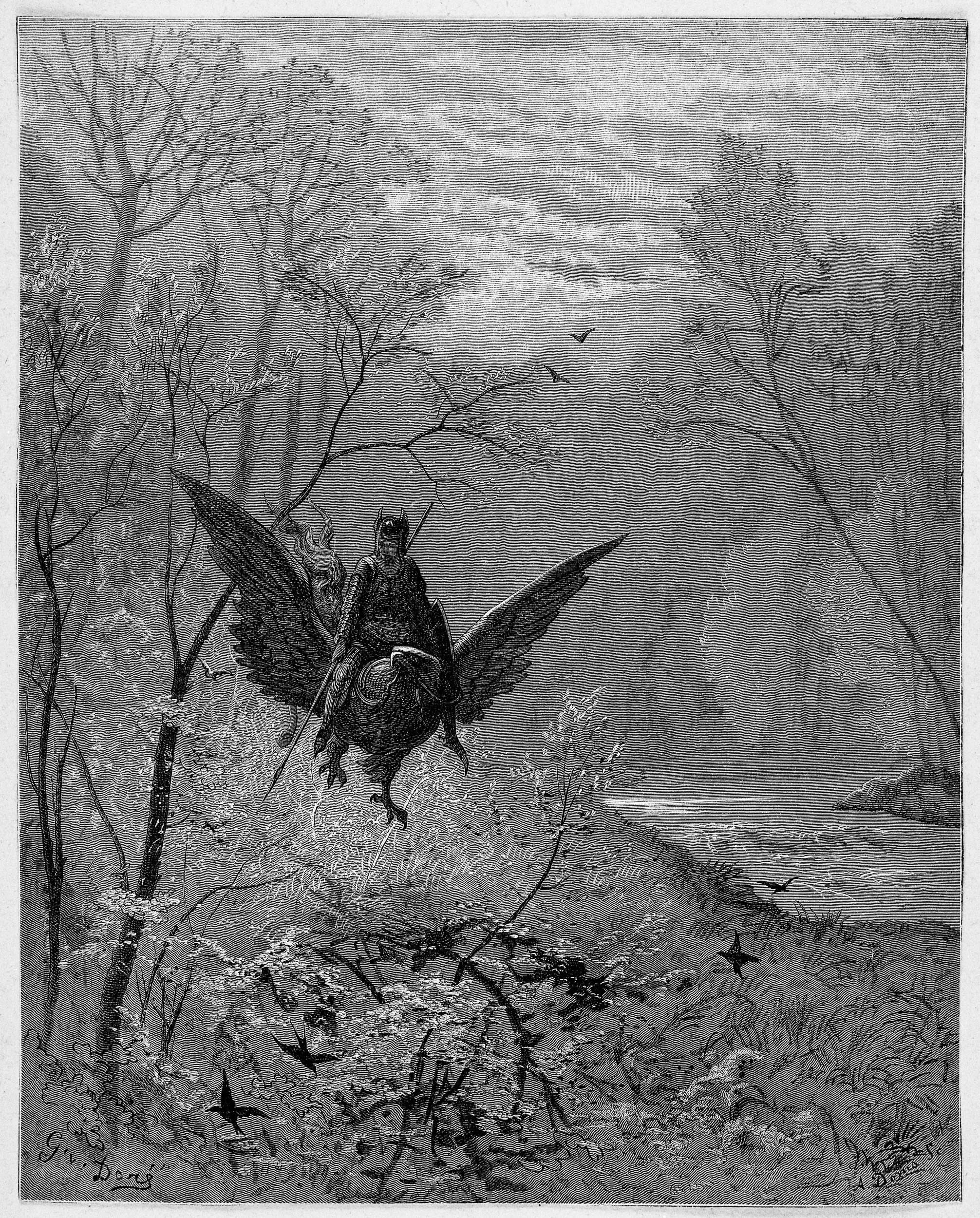
『怒れるオルランド』
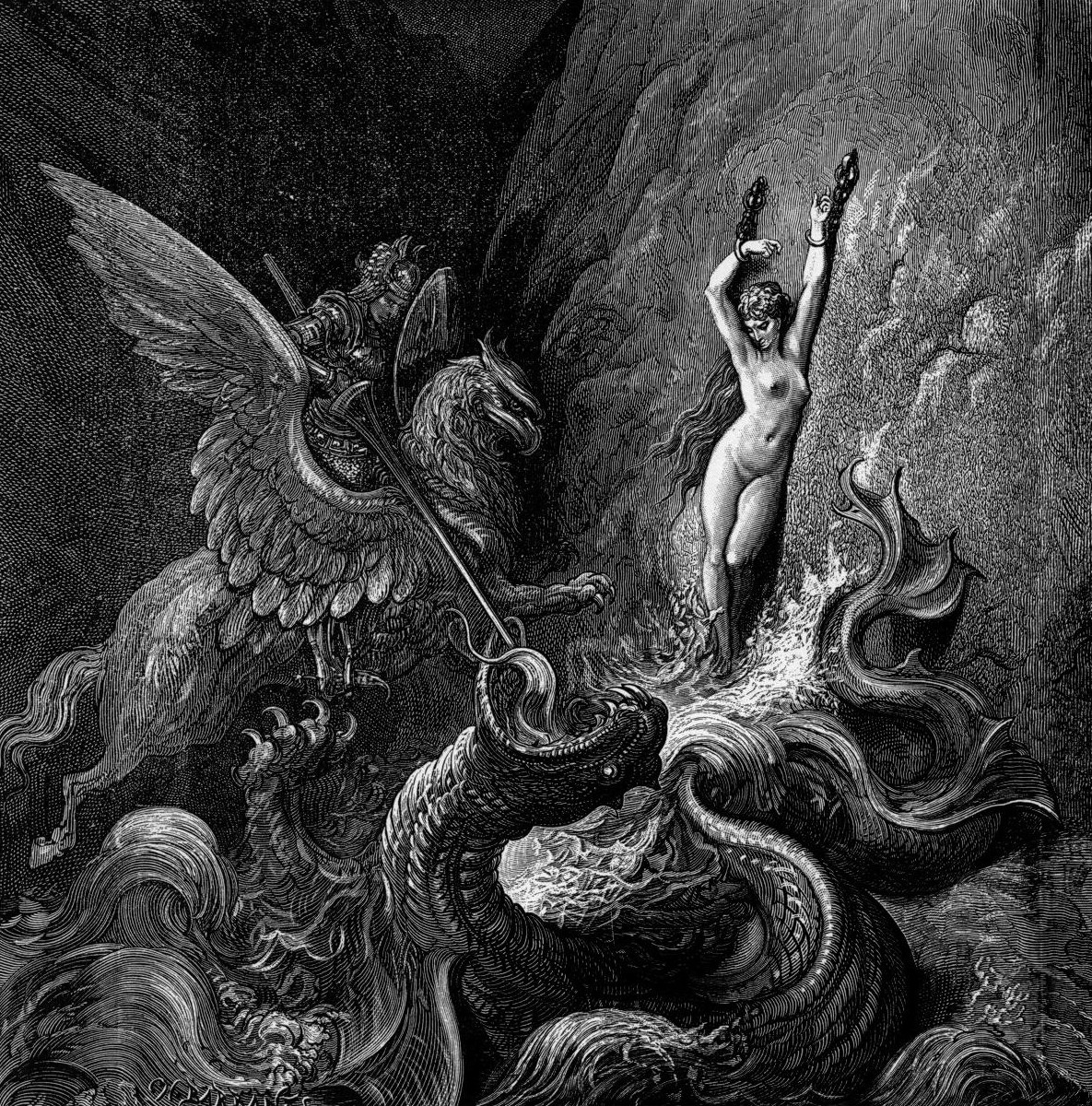
『怒れるオルランド』
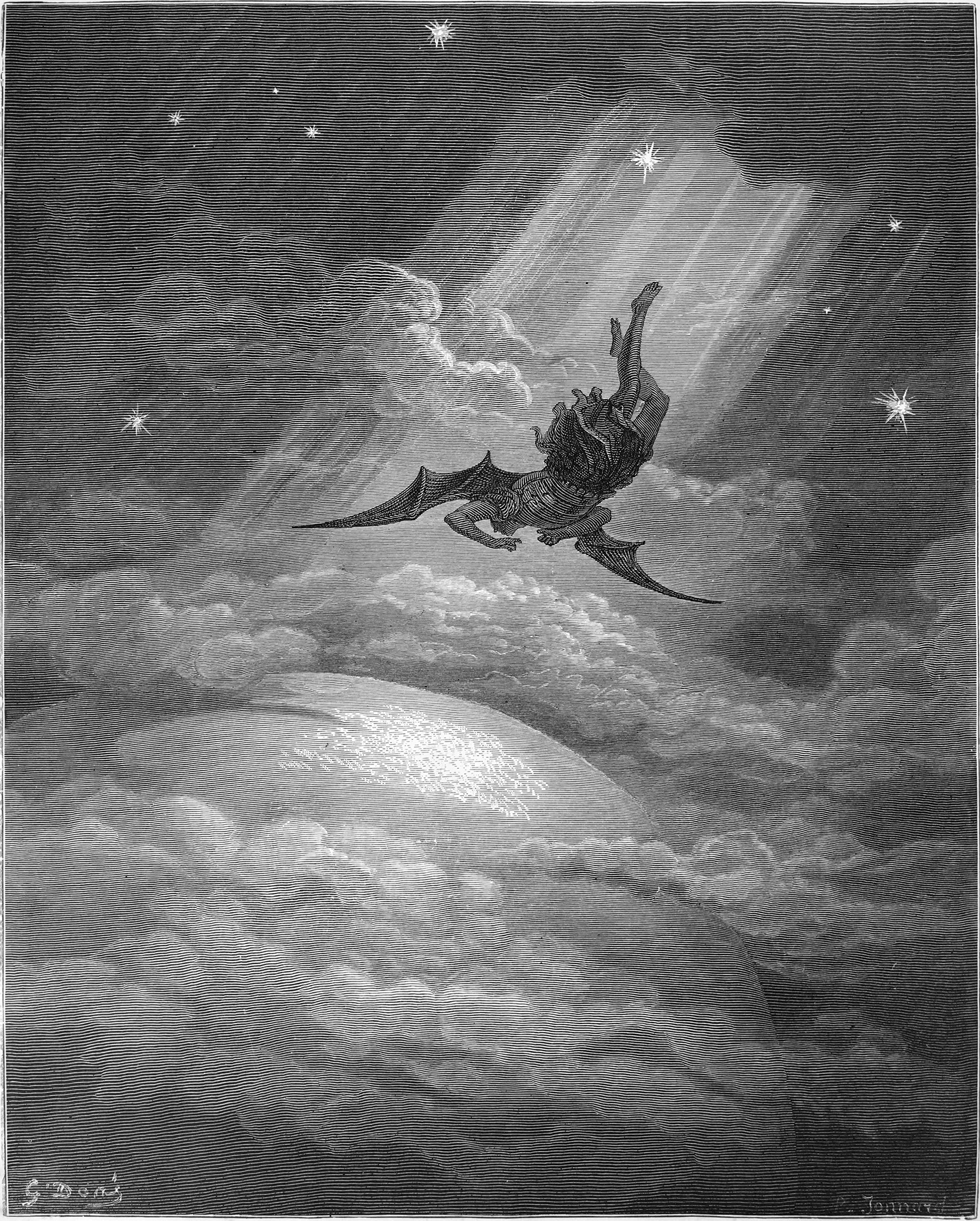
『失楽園』よりルシファーの失墜
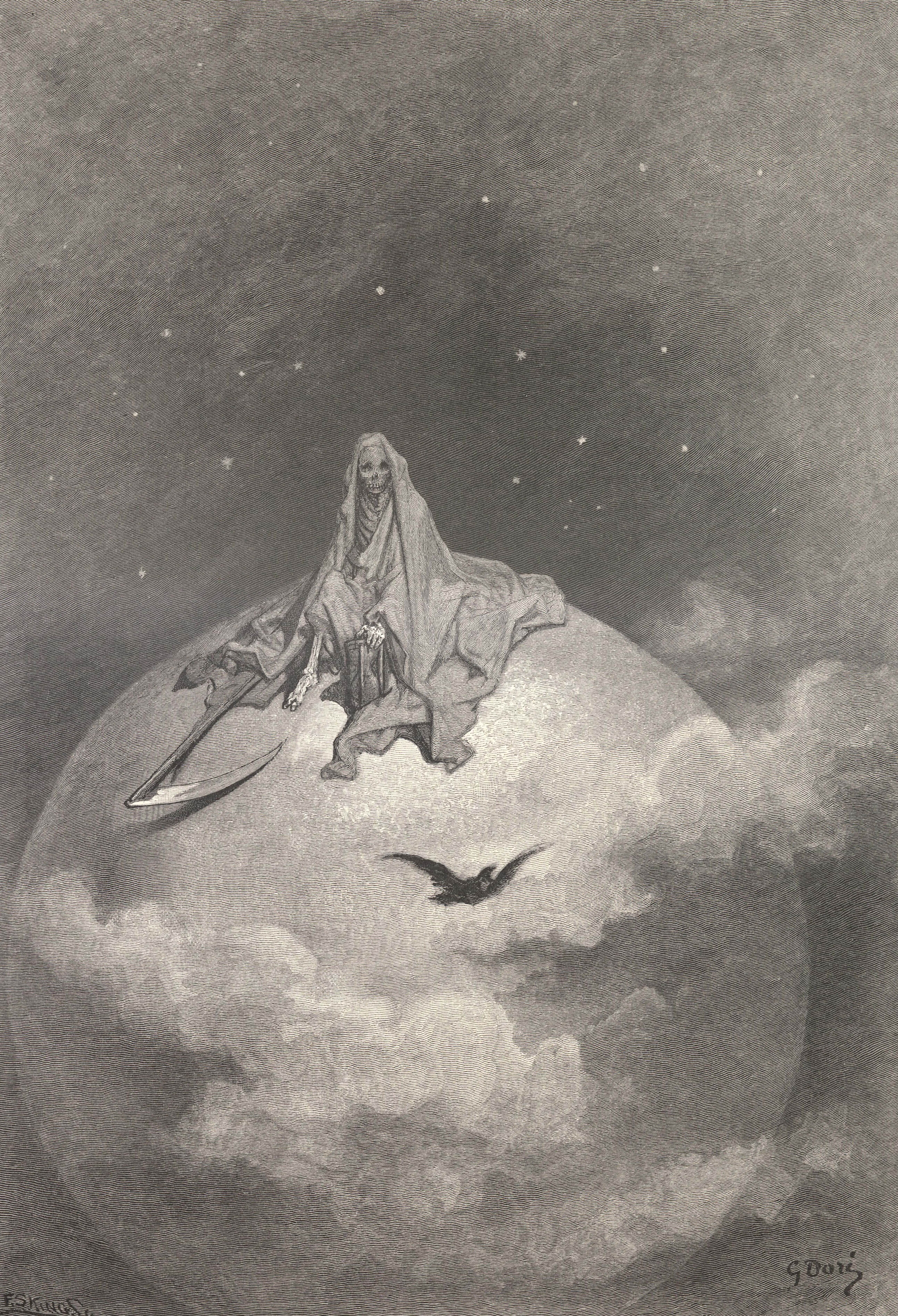
エドガー・アラン・ポー『大鴉』
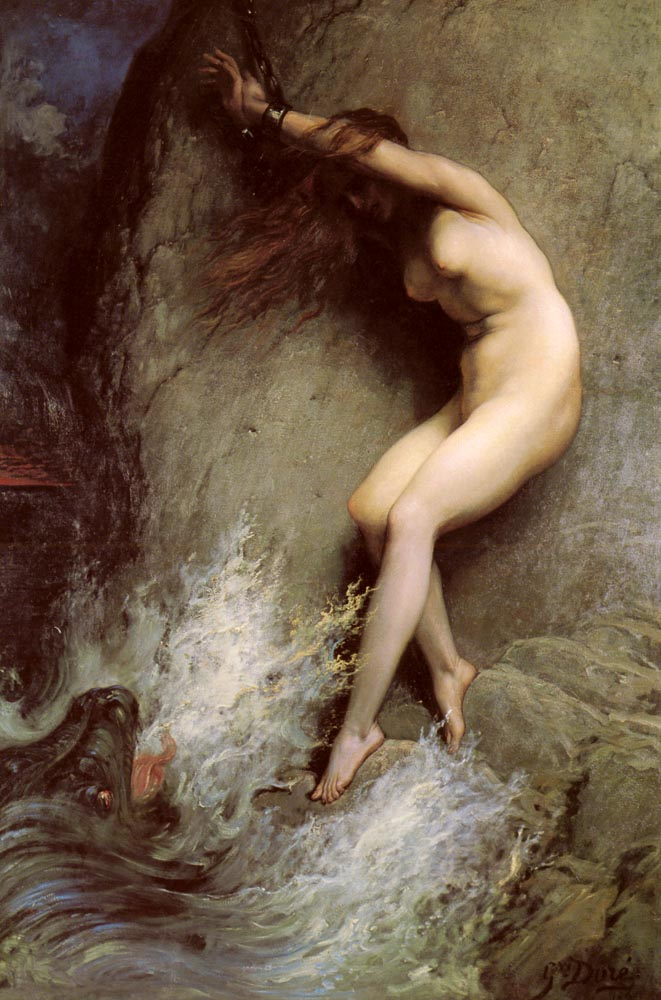
アンドロメダ
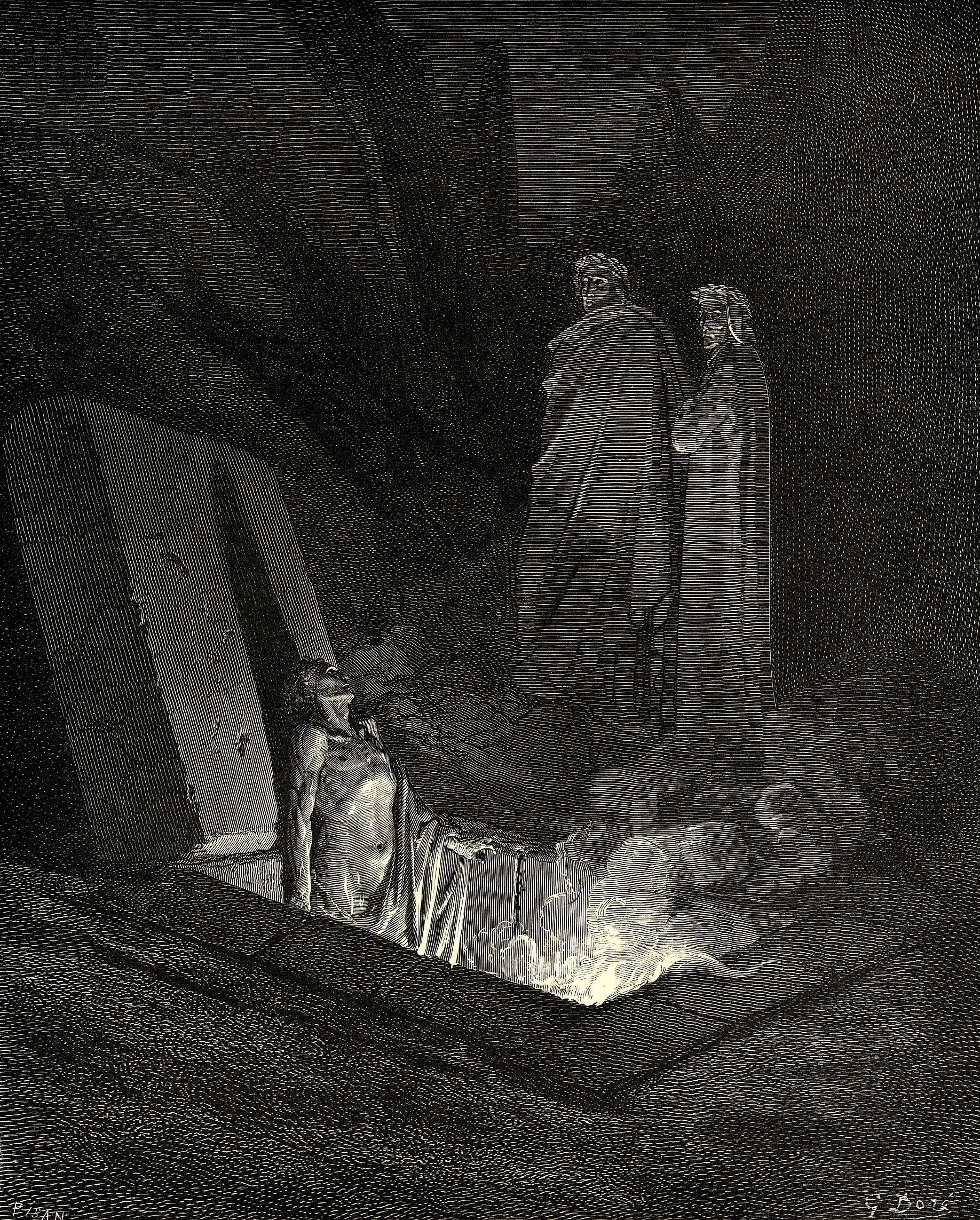
『神曲』 (木口木版)
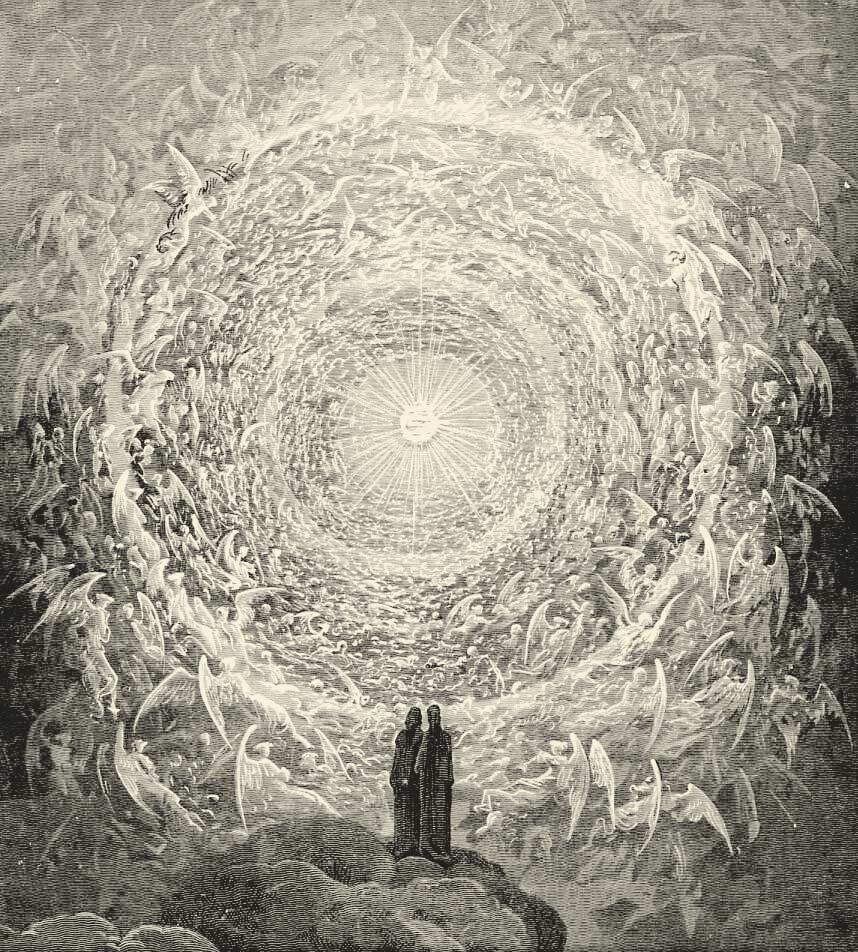
『神曲』より天国のダンテとベアトリーチェ
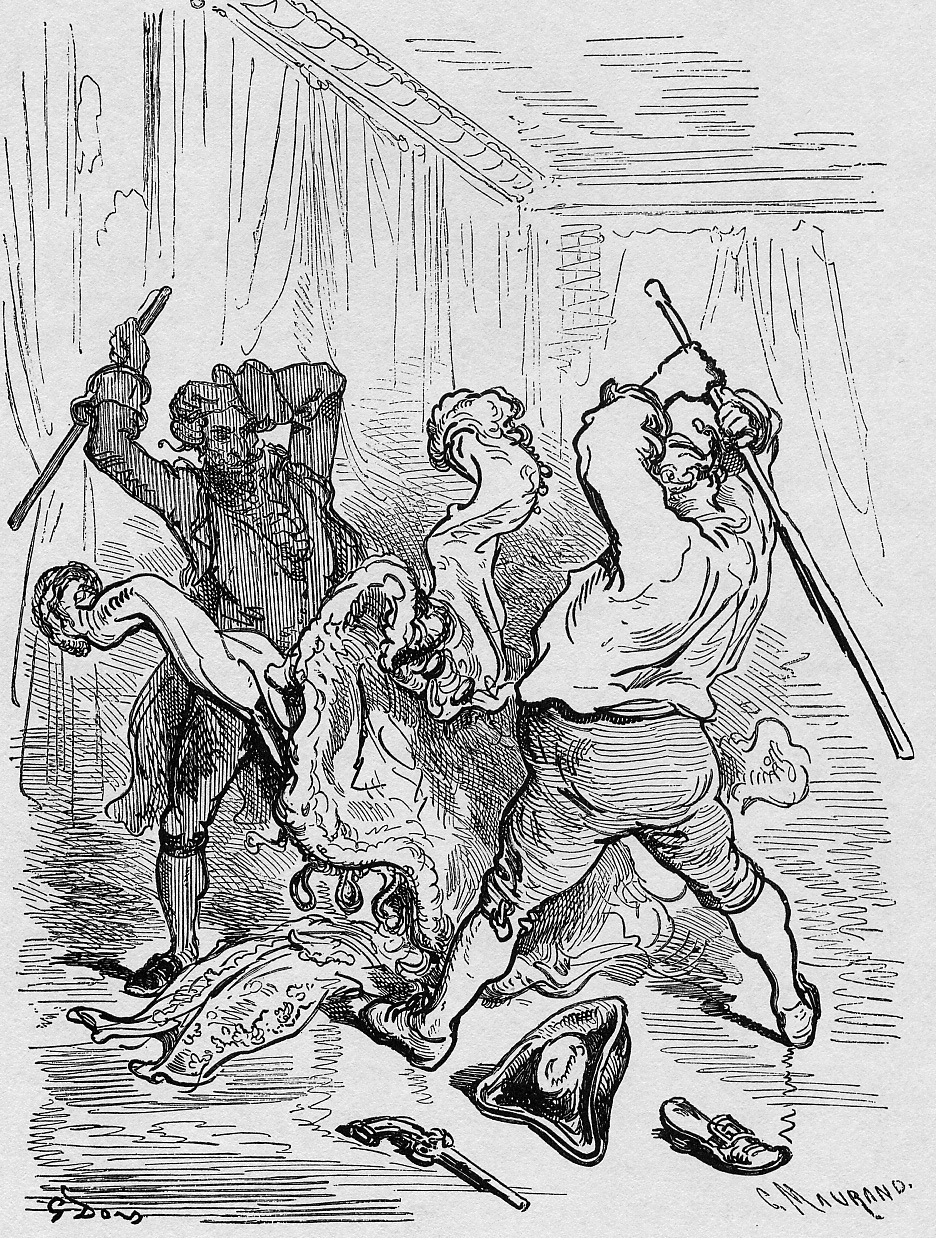
『ほらふき男爵の冒険』
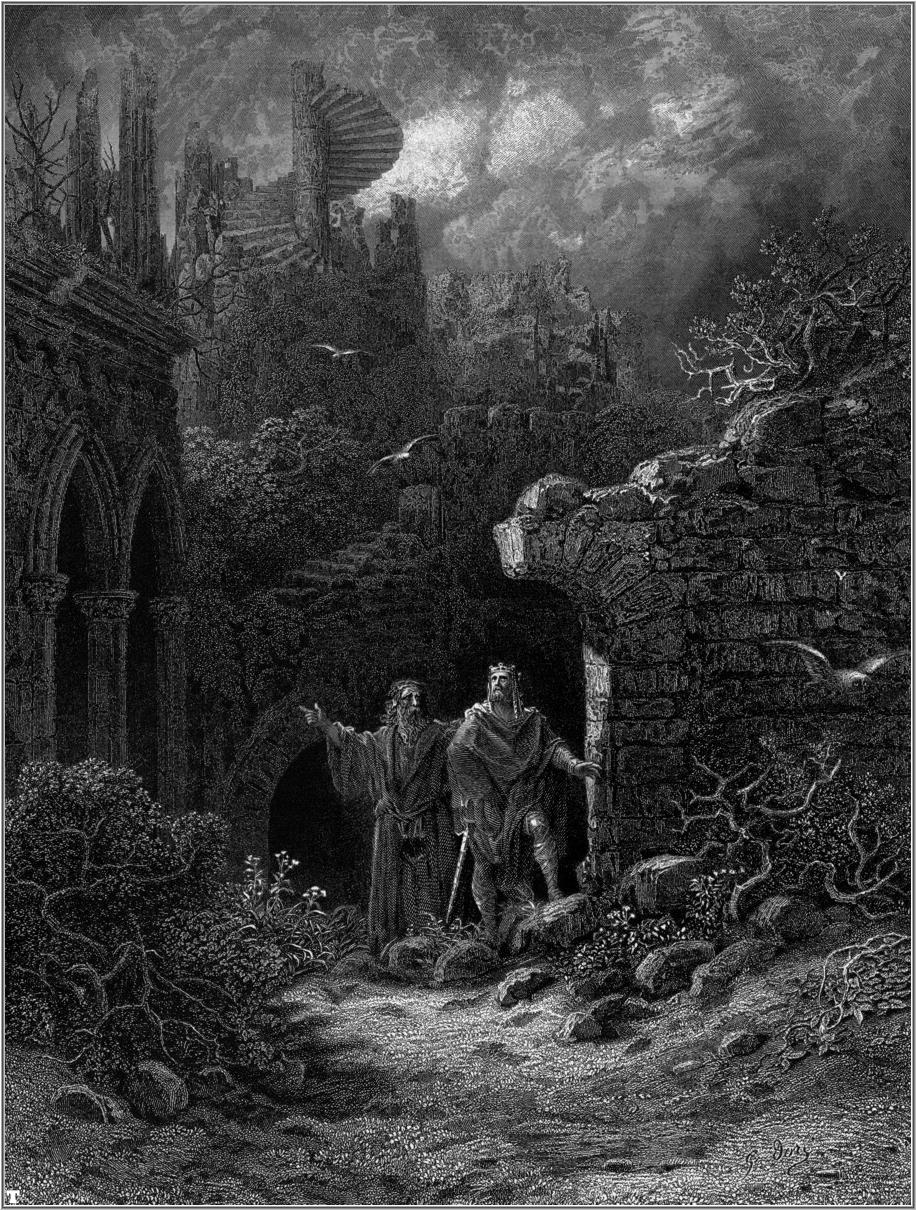
『国王牧歌（Idylls of the King）』
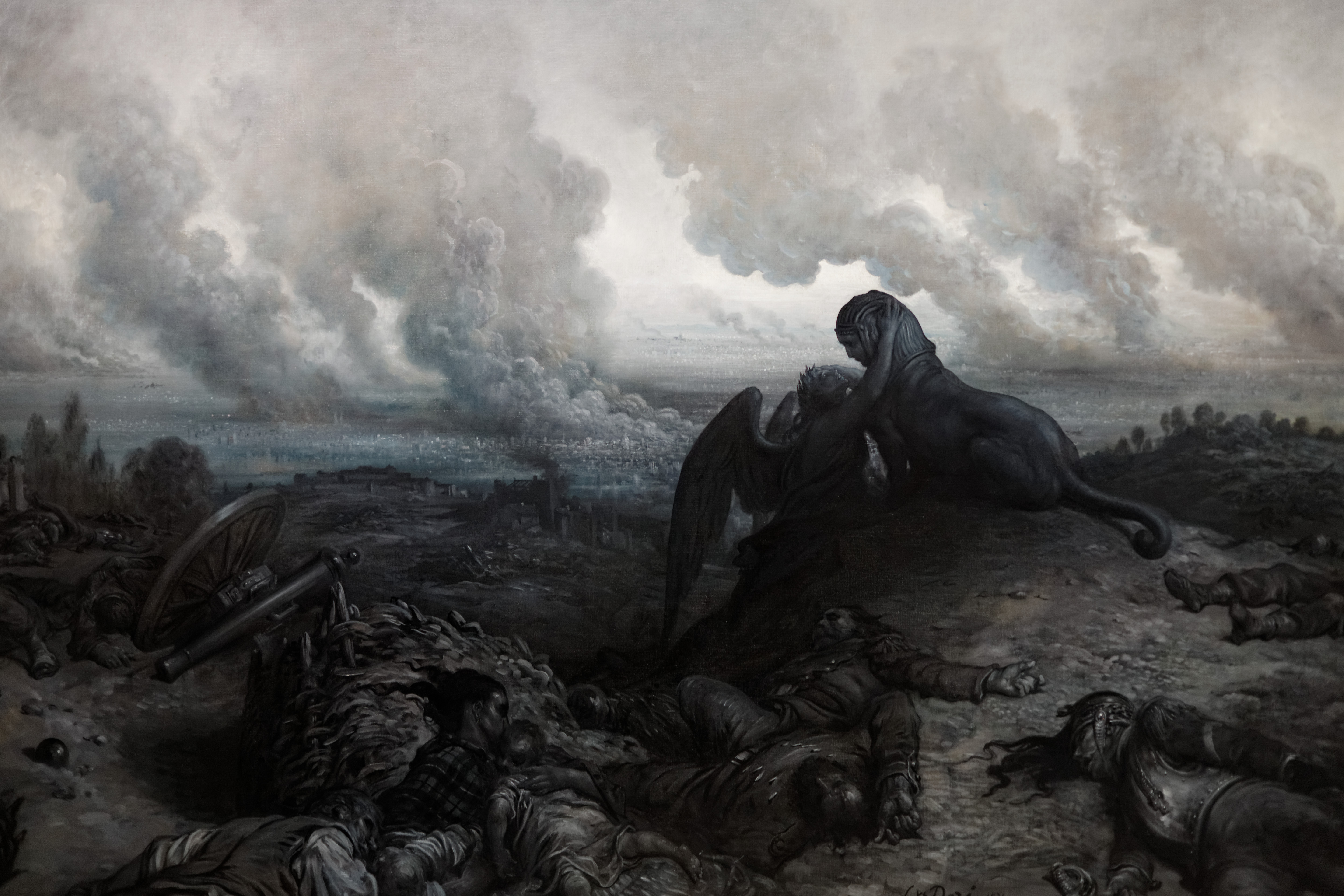
『謎（オルセー美術館蔵）』

## ドレその人のギャラリー

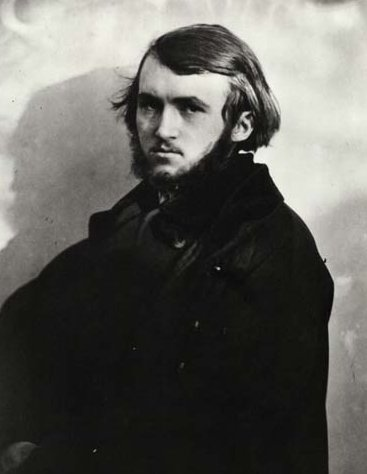
ギュスターヴ・ドレ
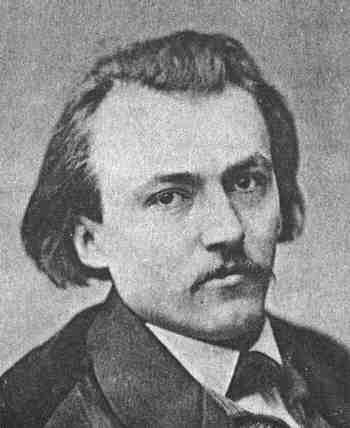
ギュスターヴ・ドレ
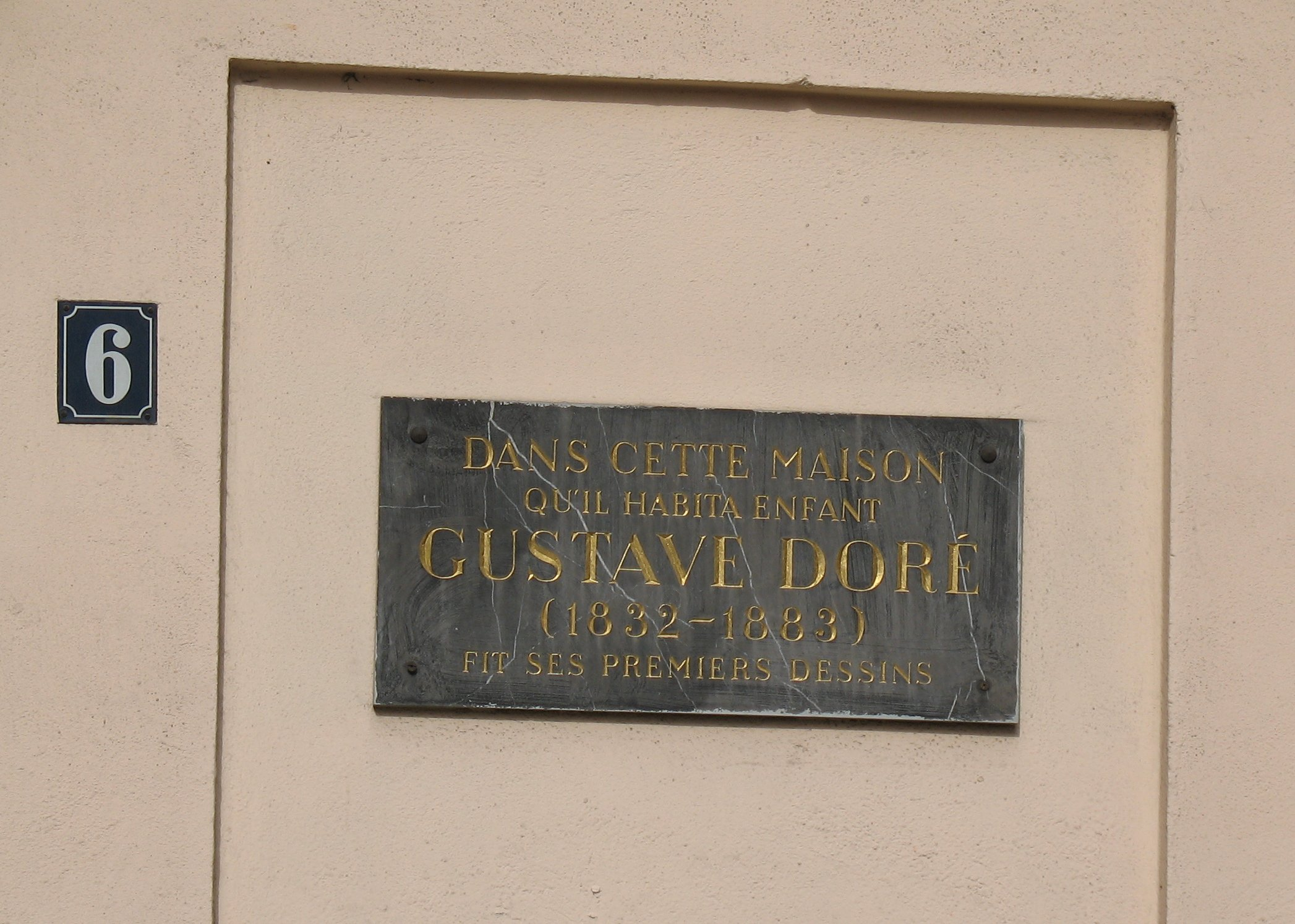
ドレ宅の記念プレート
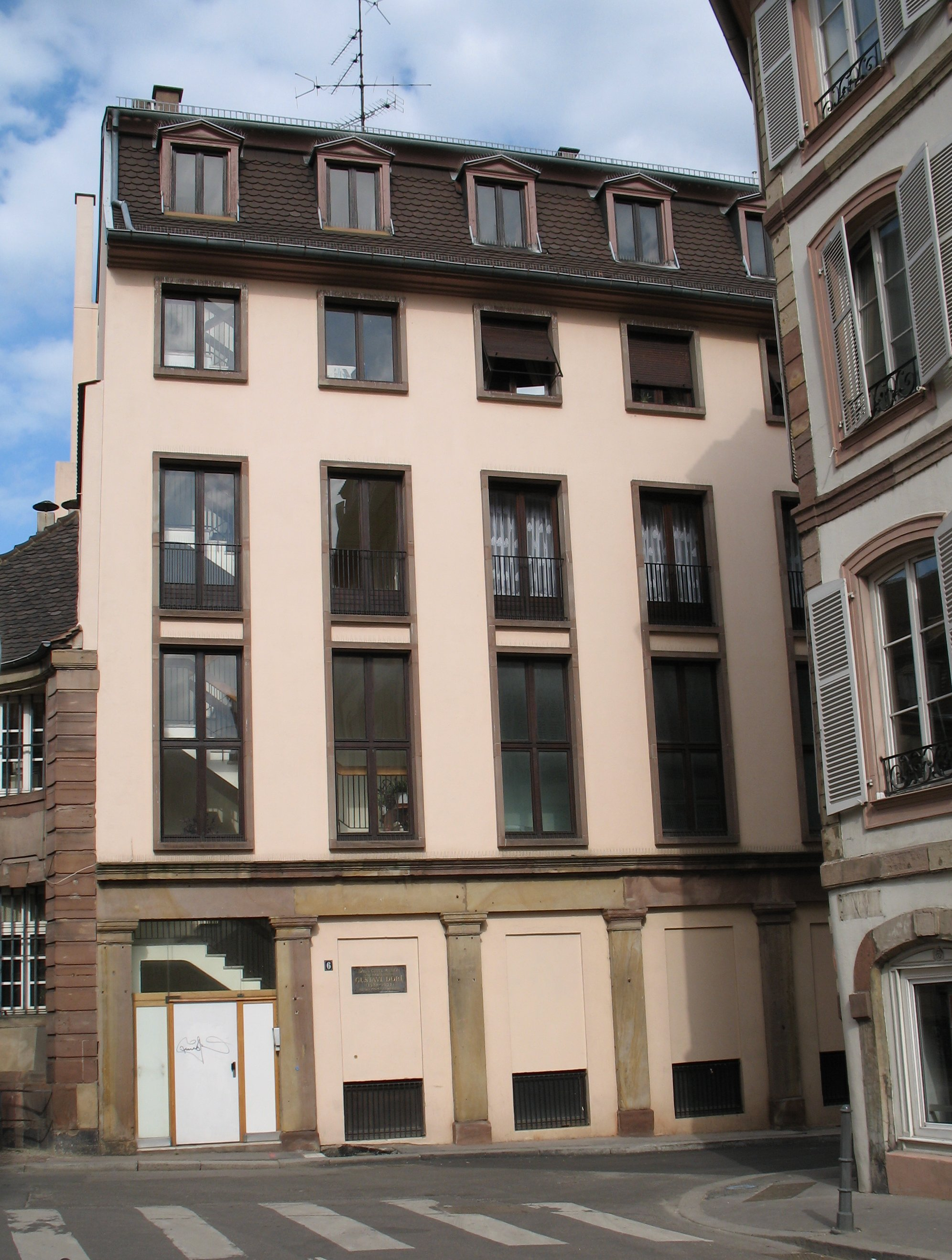
ストラスブールの、ドレが初期の素描をしていた家

## 日本語文献
- 『ドレの旧約聖書』、宝島社、2010年11月、新装版
- 『ドレの新約聖書』、宝島社、2010年12月、新装版
- 『ドレの失楽園』、原作ジョン・ミルトン、宝島社、2010年11月
- 『ドレの神曲』、原作ダンテ、宝島社、2009年12月
- 『ドレの昔話』、原作シャルル・ペロー、宝島社、2011年1月
- 『ドレのドン・キホーテ』原作セルバンテス、宝島社、2012年1月
- 『アリとキリギリス　ドレの寓話集』ラ・フォンテーヌ、宝島社、2012年6月
- 『新約聖書物語』、アルケミア、1997年、※旧約・神曲も同時期に刊行。
- 『寓話』（全3巻）、原作イソップ、ラ・フォンテーヌ、アルケミア、1996-2002年
- 『異説ガルガンチュア物語』、原作フランソワ・ラブレー、未知谷、2018年9月
- 『旧約聖書の世界』 未知谷、2016年7月
- 『ドレのロンドン巡礼　天才画家が描いた世紀末』講談社、2013年7月
※以上は各・谷口江里也編著・解説
- 『名画でたどるバイブル』、一橋出版、2002年、※同社で、ラ・フォンテーヌとドン・キホーテがあるが絶版。
- 『ドレ画  ドン・キホーテ物語』、原作ミゲル・デ・セルバンテス、窪田般彌編訳、新版・沖積舎、2007年
- 『ドレの絵で読むドン・キホーテ』、ヴィルジリ・妙子編訳、新人物往来社、2011年3月、画三百点と意訳